# Santeri Salokivi
Toivo Santeri Salokivi (né Johansson le 2 septembre 1886 à Turku – mort le 26 mars 1940 à Helsinki) est un artiste peintre, professeur de dessin et graphiste finlandais.

## Carrière
De 1900–1904, Santeri Salokivi étudie à l'école de dessin de l'association des arts de Finlande de Turku.
En 1905–1906 et 1908–1909, il étudie à Académie des beaux-arts de Munich.
En 1906, 1912, 1924, et 1925, il étudie dans différentes académies à Paris.
En 1914–1917, il est professeur de dessin à l'école de dessin de l'association des arts de Finlande de Turku.
En 1930–1932, il a sa propre école de dessin à Helsinki.
Il est surtout connu pour ses peintures impressionnismes de paysages. 
Il peint beaucoup pendant ses étés passés en famille dans les îles de Pellinki, Högsåra et d'Åland.
Il écoule ses dernières années dans la maison d'artiste Lallukka (fi) d'Etu-Töölö.

## Ouvrages
- retable de l'église de Siilinjärvi, 1933
- retable de l'église de Joutsa , 1938

## Galerie

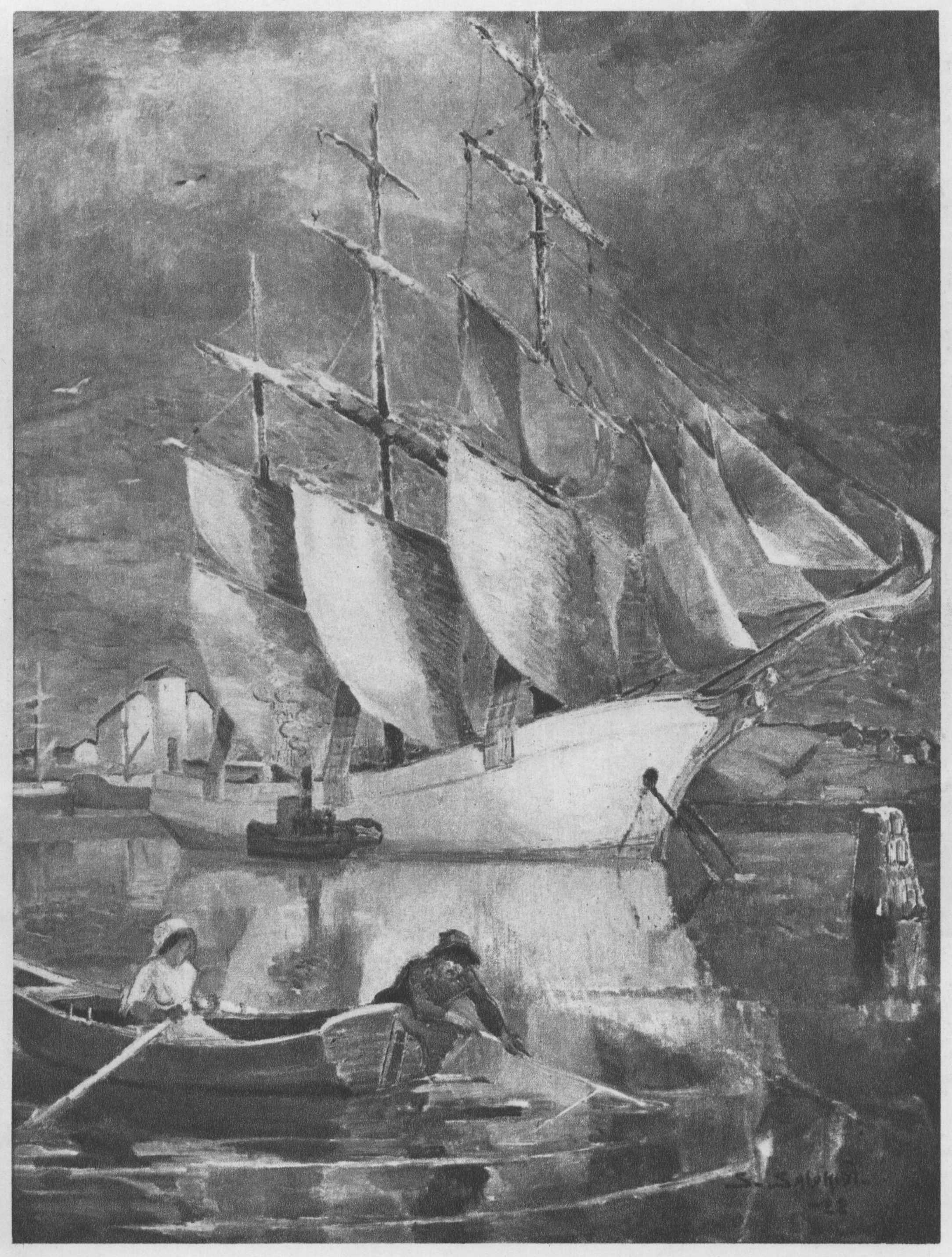
Grand voilier dans le port de Turku,
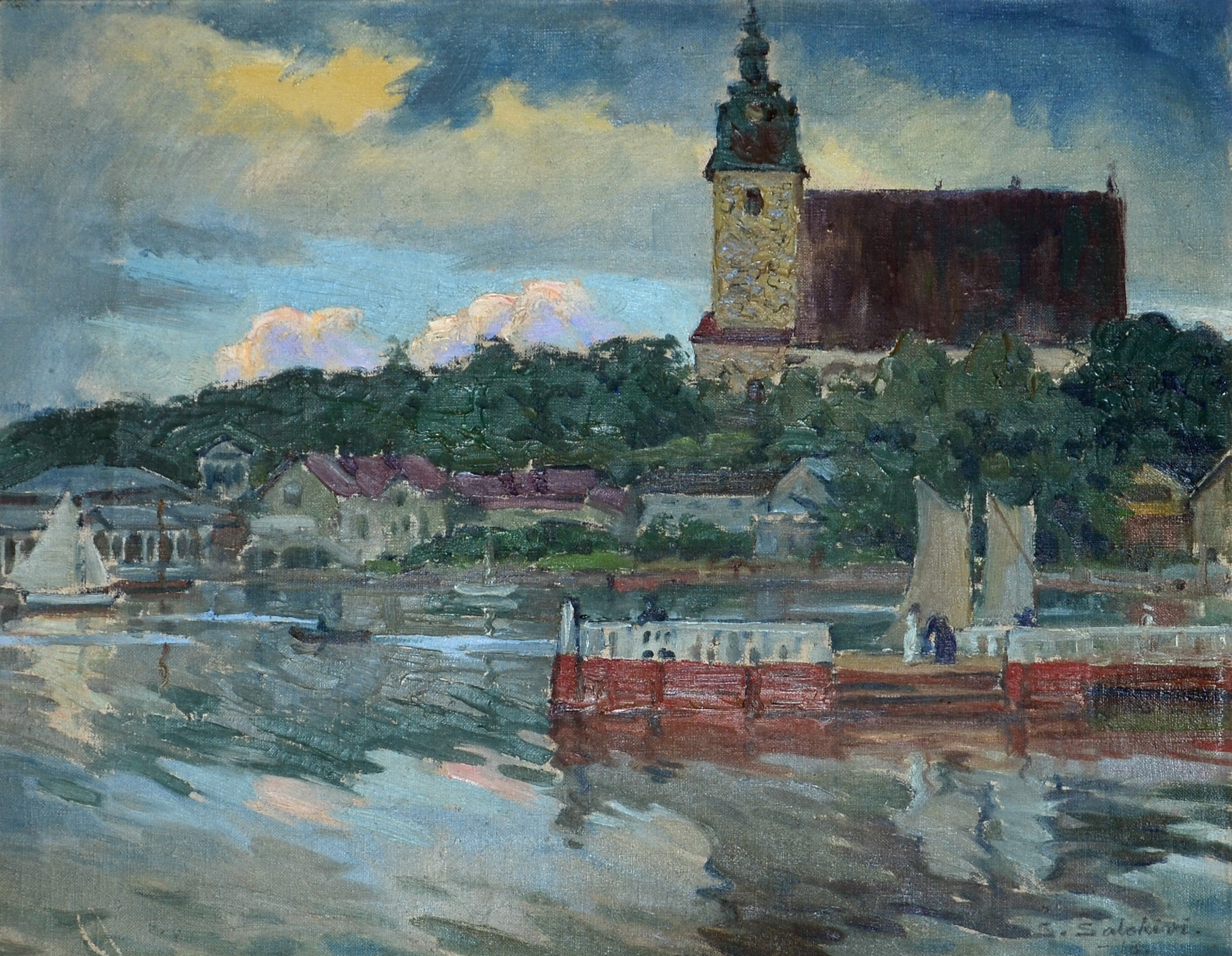
Naantali,
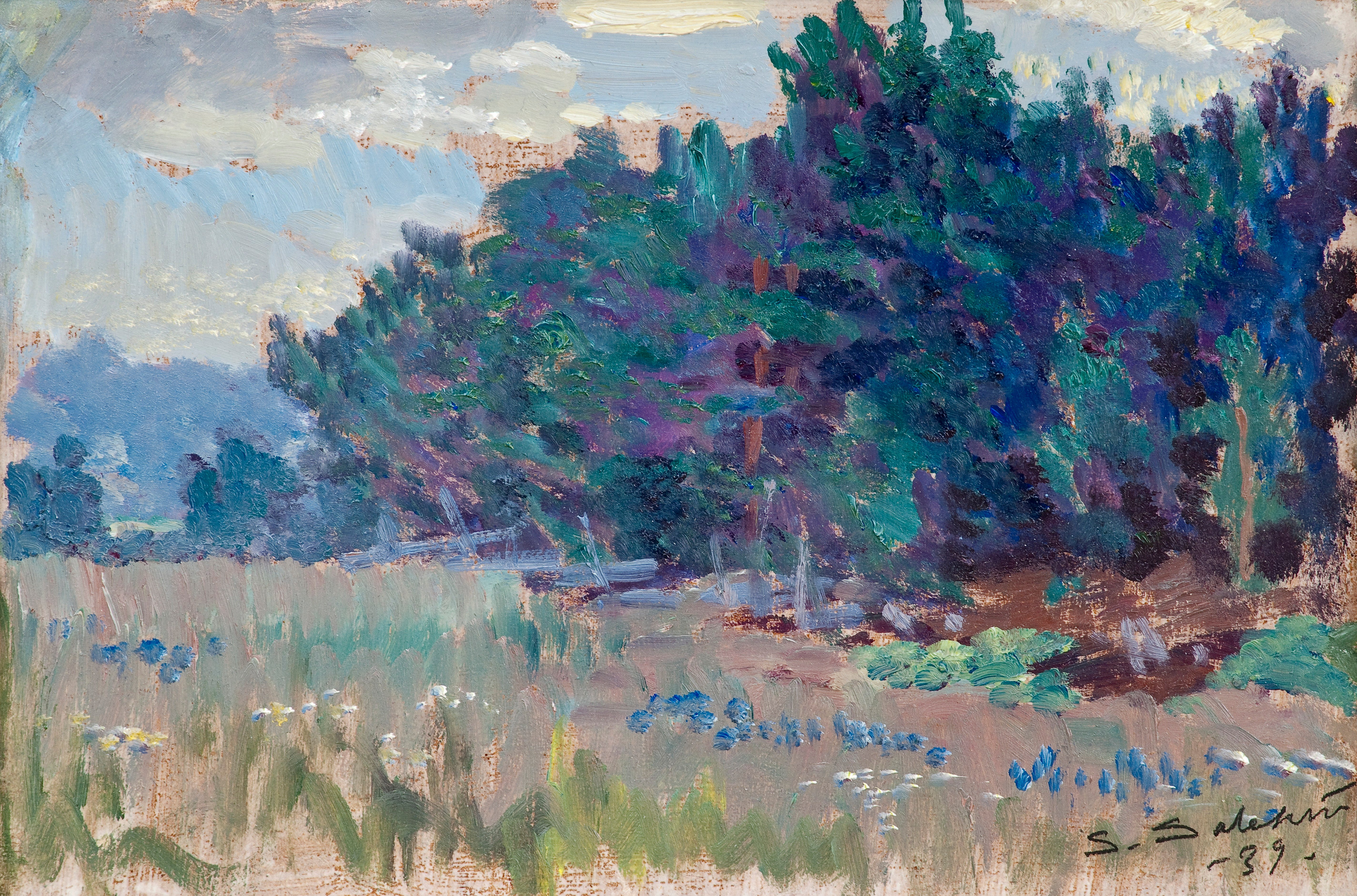
Paysage,
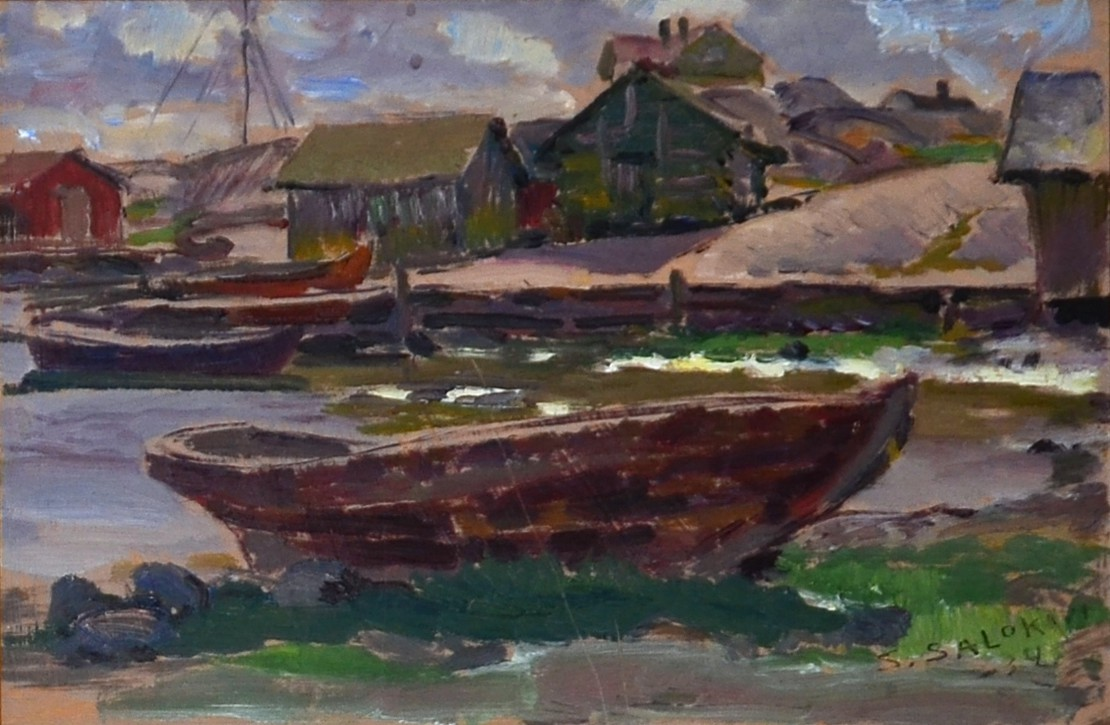
Kökar,
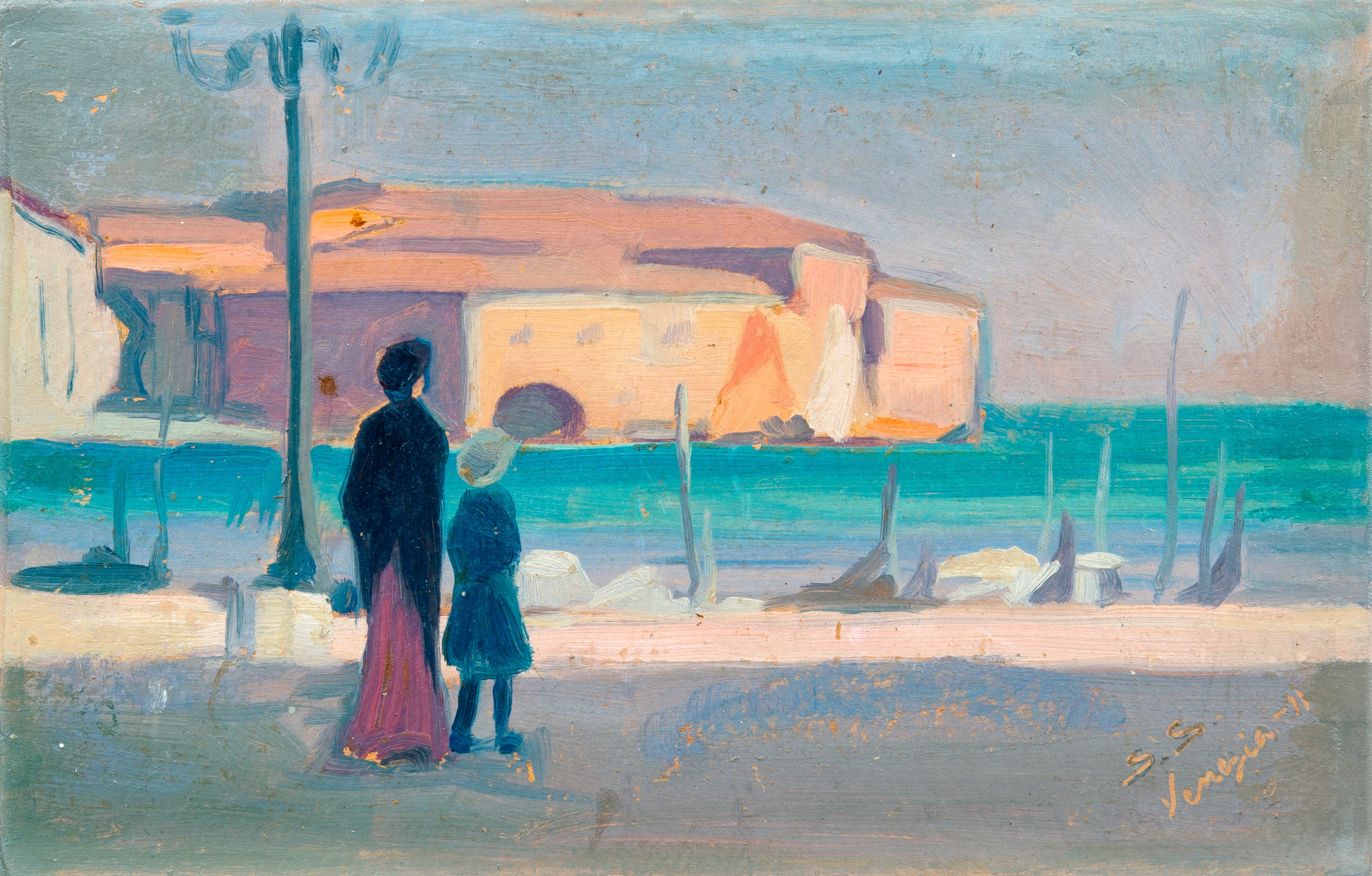
L'attente.
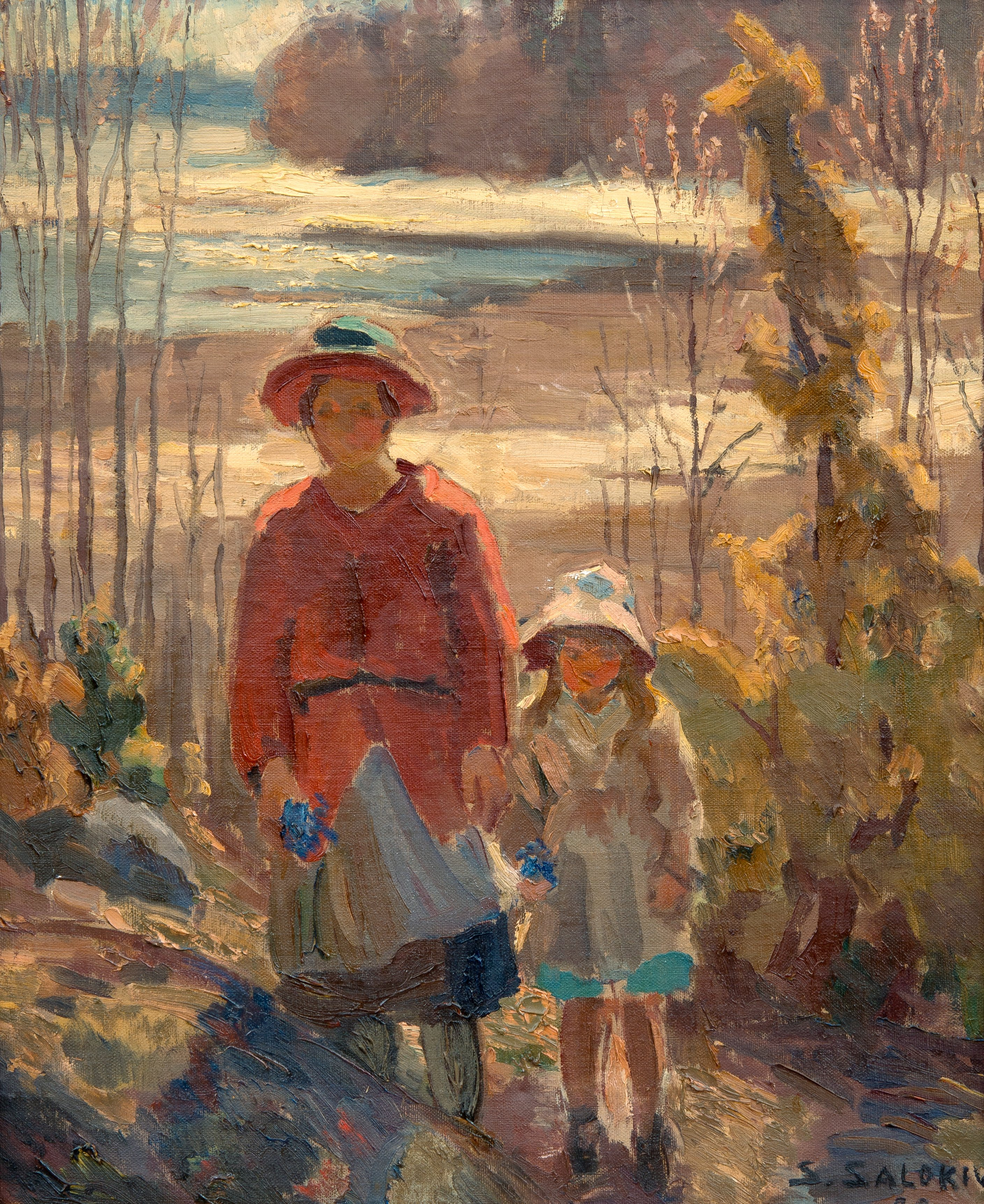
Mère et enfant.
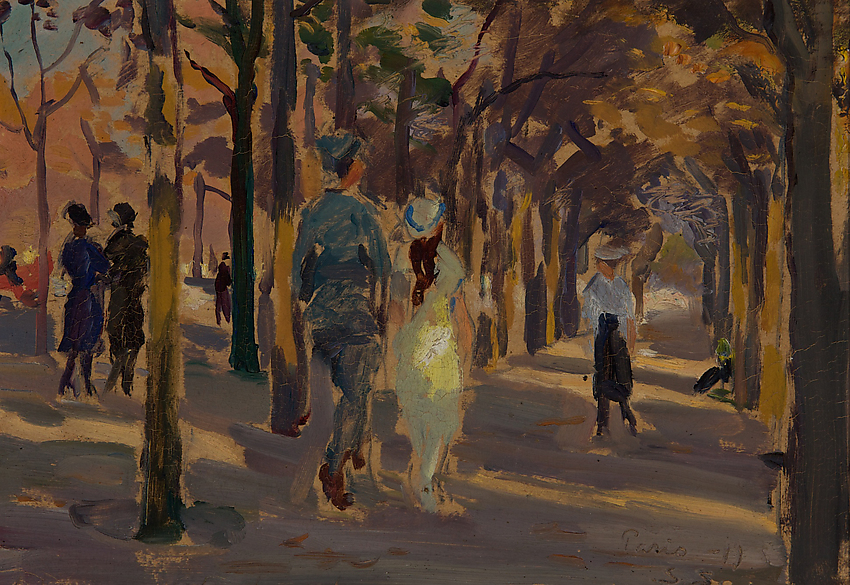
Au parc.
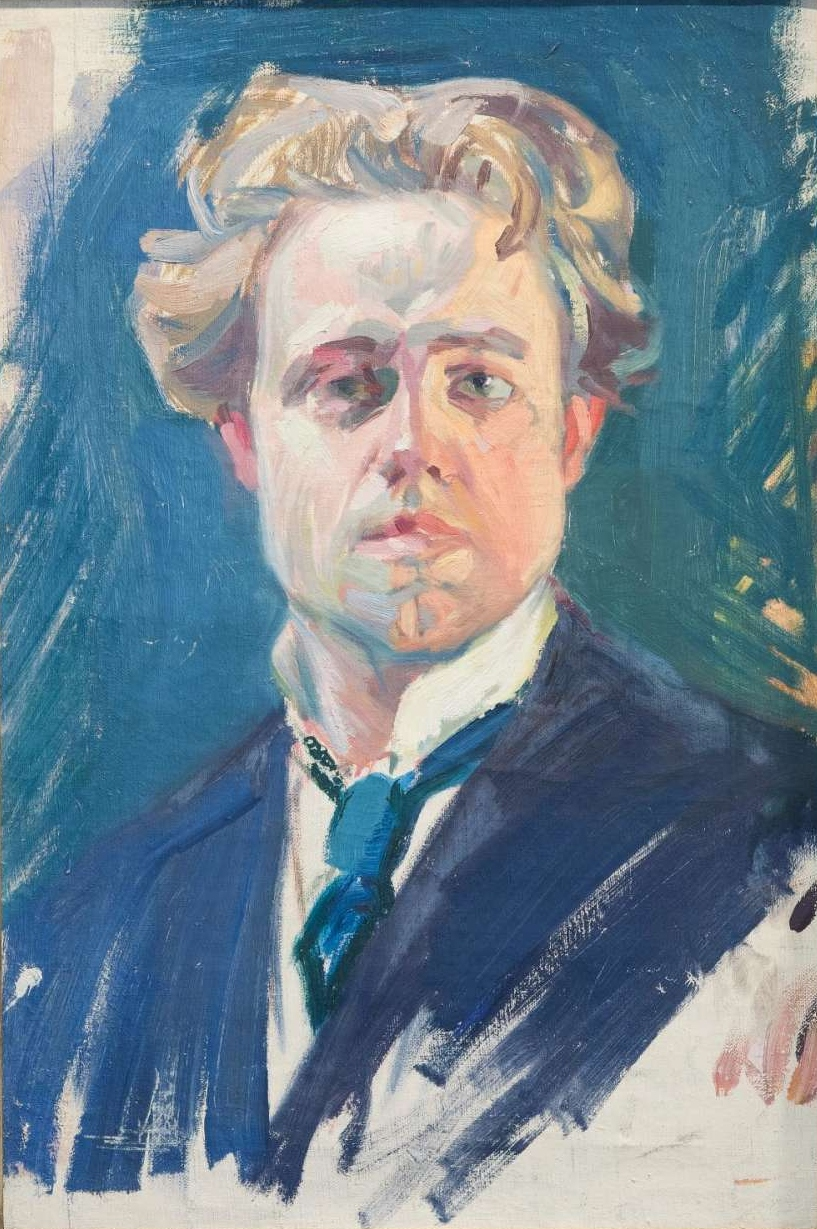
Autoportrait.